# Gary Engman
Stig Gary Engman, född 29 april 1938 i Stockholm, död 26 november 2000 i Gustav Vasa församling i Stockholm, var en svensk journalist, programledare och chefredaktör. 
Engman, som var uppvuxen i Malmö, var under 1970-talet tillsammans med Åke Wilhelmsson programledare för Kvällsöppet. Vid starten av lokalradion år 1977 blev han chef för Radio Malmöhus, som han lämnade 1979. Mellan 1981 och 1985 var han chefredaktör för Aftonbladet.
Gary Engman var gift första gången från 1959 med Birgitta Lundberg Engman, född Andersson (1939–2022), andra gången från 1975 och efter skilsmässa tredje gången från 2000 med Birgitta Sandstedt. I det första äktenskapet fick han två döttrar och i det andra äktenskapet en son. Han är morfar till Pascal Engman.
Engman är begravd på Norra begravningsplatsen utanför Stockholm.

### Fotnoter
1. 1 2  Svenskagravar.se, läs online, läst: 23 december 2019.[källa från Wikidata]
2. ↑  ”Gary Engman död” (på svenska). Aftonbladet. 28 november 2000. https://www.aftonbladet.se/nyheter/a/3j6woq/gary-engman-dod. Läst 4 augusti 2019.
3. ↑  https://runeberg.org/vemardet/1977/0281.html
4. ↑  https://www.aftonbladet.se/nyheter/a/jPz1Ke/gary-engmans-fru-vi-var-syskonsjalar
5. ↑  SvenskaGravar